# بخش تنکمان
بخش تنکمان یکی از بخش‌های شهرستان نظرآباد در استان البرز ایران است.مرکز این بخش شهر تنکمان است و به دو دهستان  تنکمان شمالی و تنکمان جنوبی تقسیم می شود.مرکز این بخش شهر تنکمان است و حدود 2000نفر جمعیت دارد و بزرگترین شهر نظر آباد است.بخش تنکمان به مرکزیت شهر تنکمان میباشد. 
**مطالب ذیل صرفا تحقیقات میدانی و کتابخانه ای آقای ا.محمدی.ت (از ساکنان تنکمان )  می باشد و هیچ سند تاریخی ثبت شده در خصوص تاریخ تنکمان در دسترس نمی باشد و تنها سند تاریخی تنکمان برگرفته از کتاب آمار جمعیت روستاها و شهرهای ایران موجود در کتابخانه دانشگاه تهران که امار جمعیت تنکمان در سال  1320 شمسی به تعداد 400 نفر آمده است سند دیگری وجود ندارد ، علی هذا ؛ 
بر اساس مطالعات کتابخانه ای و میدانی ؛ تنکمان استعمال شده از کلمه تنگه امن که به مرور زمان به تنگمان و سپس به تنکمان تغییر نام پیدا کرده می باشد. قبل از پیدایش تمدن بشری در محدوده تنکمان ، این محل بصورت باتلاقی بوده است و رفته رفته در اثر مهاجرت مردمان اولیه باتلاق به زمین هموار و به شکل یک تنگه و قابل سکوت مبدل گشته است. 
آثار بجای مانده از شهر باستانی تنکمان حاکی از وجود انسان های متمدن و شهر نشین بوده است.  
متاسفانه هیچ مطالعه باستان شناسی از محوطه تپه باقی مانده از این شهر انجام نگرفته است. ( همت بالای مسئولین شهر را میرساند!!)  
گفتنی است تنکمان مهد بزرگانی همچون آیت اله تنکمانی که مفسر قرآن بوده ، می باشد. اطلاعات دقیقی از زمان  و حیاط ایشان در دسترس نمی باشد.   
شغل بیشتر مردمان بومی تنکمان کشاورزی ، باغداری و دامداری می باشد.

## تقسیمات کشوری
- بخش تنکمان(شهرستان نظرآباد)
- دهستان جنوبی تنکمان
- دهستان شمالی تنکمان(بختیار)

شهرها: تنکمان
- روستاهای دهستان جنوبی: تنکمان، علی سید، اقبالیه

- روستاهای دهستان شمالی:انبارتپه، ابراهیم بیگی، دتگیزک، قلعه آذری، نوکند، شرکت یوش، حاجی بیک، بختیار و امامزاده محمد

## جمعیت
بنابر سرشماری مرکز آمار ایران، جمعیت بخش تنکمان شهرستان نظرآباد در سال ۱۳۸۵ برابر با ۲۵۲۰۵ نفر بوده است.
<ref name="آمار">«نتایج سرشماری ایران در سال ۱۳۸۵». درگاه ملی آمار. بایگانی‌شده از روی نسخه اصلی در ۲۱ آبان ۱۳۹۲.</